# Pietro Zaini
Pietro Zaini (Ascoli Piceno, 19 settembre 1969) è un allenatore di calcio ed ex calciatore italiano, di ruolo ala o centrocampista.

## Carriera
Cresciuto nell'Ascoli, esordisce in Serie A il 27 agosto 1989 in Ascoli-Napoli (0-1). Iniziale riserva, viene promosso titolare dall'allora tecnico Giancarlo De Sisti nella stagione 1991-1992, preferendolo al belga Patrick Vervoort. Nel 1993 finisce in prestito al Modena per poi rientrare in bianconero la stagione successiva, scendendo in pochi anni dalla Serie A alla Serie C1.
Alla scadenza del contratto nel 1996, Zaini riparte dal CND, firmando per il Nereto, per poi risalire in Serie C2 la stagione successiva con il Trapani.
Chiude la carriera professionistica nel 2000 con la maglia della Turris, per proseguire nelle categorie minori di Marche ed Abruzzo.
Complessivamente vanta 36 presenze in Serie A.
Terminata definitivamente l'attività di calciatore, è diventato allenatore, militando sempre nelle categorie inferiori.